# Tramway de Melun
Ne doit pas être confondu avec Tramway de Verneuil-l'Étang à Melun.
Le tramway de Melun est un réseau de tramways électriques qui a desservi la ville française de Melun, en Seine-et-Marne au sud-est de Paris. Il est mis en service le 24 octobre 1901 et supprimé le 31 janvier 1917.

## Histoire
La gare de Melun, ainsi que le quartier d'usines dont la création avait été favorisée par les commodités offertes par le chemin de fer, est situé à une relative distance au sud du centre-ville de Melun. Par ailleurs, au nord de celui-ci, il avait été récemment créé un ensemble de casernes sur les hauteurs du plateau de Brie.
Des besoins de déplacements se faisaient sentir entre ces trois pôles, malgré la taille limitée de la ville, environ 13 000 habitants à la fin du XIXe siècle. C'est pourquoi un banquier local, M. Louis Caget, proposa à la municipalité la création d'une ligne de tramway à voie métrique et à traction mécanique, destiné au transport de voyageurs entre les « nouvelles casernes » et la gare, projet approuvé par la ville dans le cadre d'une convention signée le 1er septembre 1899, après une enquête publique qui eut lieu du 11 septembre au 2 octobre 1898.
Cette ligne fut déclarée d'utilité publique par un décret du 8 octobre 1899 sous le régime des voies ferrées d'intérêt local de la loi de 1880. Par un second décret du 3 octobre 1900, fut approuvée la substitution de la société des Tramways melunais à M. Caget. La concession était accordée pour cinquante ans, à compter de la déclaration d'utilité publique.
Les travaux durèrent deux ans, et la ligne fut mise en service, en traction électrique, le 24 octobre 1901.
La Première Guerre mondiale vit la fin de l'exploitation, car le trafic s'effondra avec le départ des militaires au front, la cessation des foires et la baisse du nombre de civils transportés. De plus, la production de la centrale électrique devint très irrégulière, avec de nombreuses coupures de courant qui arrêtaient la circulation des tramways. Leur exploitation cessa donc le 31 janvier 1917.
La paix ne permit pas la remise en exploitation de la ligne, car la voie était en mauvais état et il apparut que les autobus pouvaient assurer le service. La société des Tramways melunais fut déclarée en faillite le 22 mai 1924 et la ligne déclassée par décret du 2 mai 1930, puis les installations furent déposées.

## Infrastructure

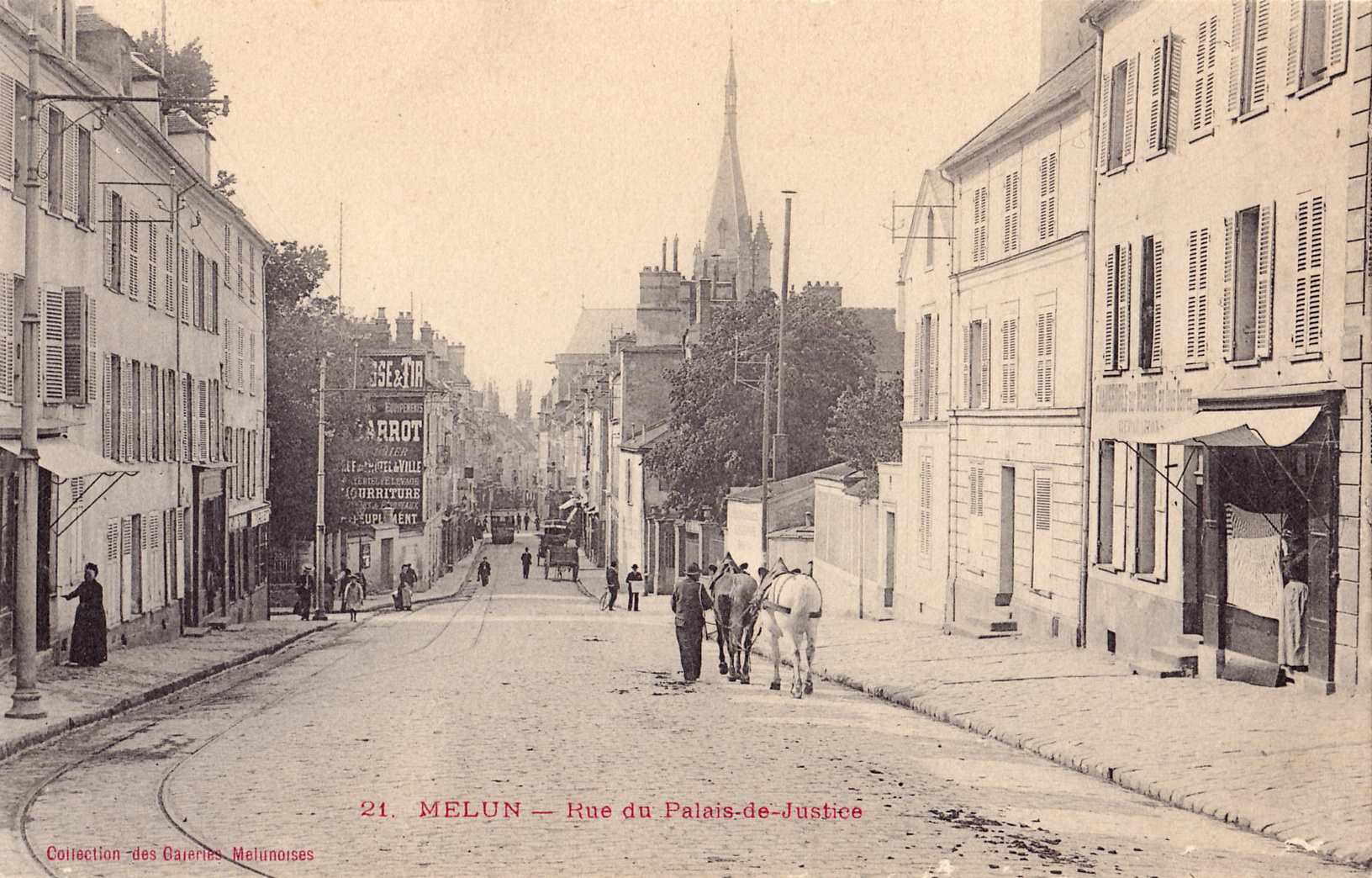
La rue du Palais-de-Justice et l'évitement du tramway.

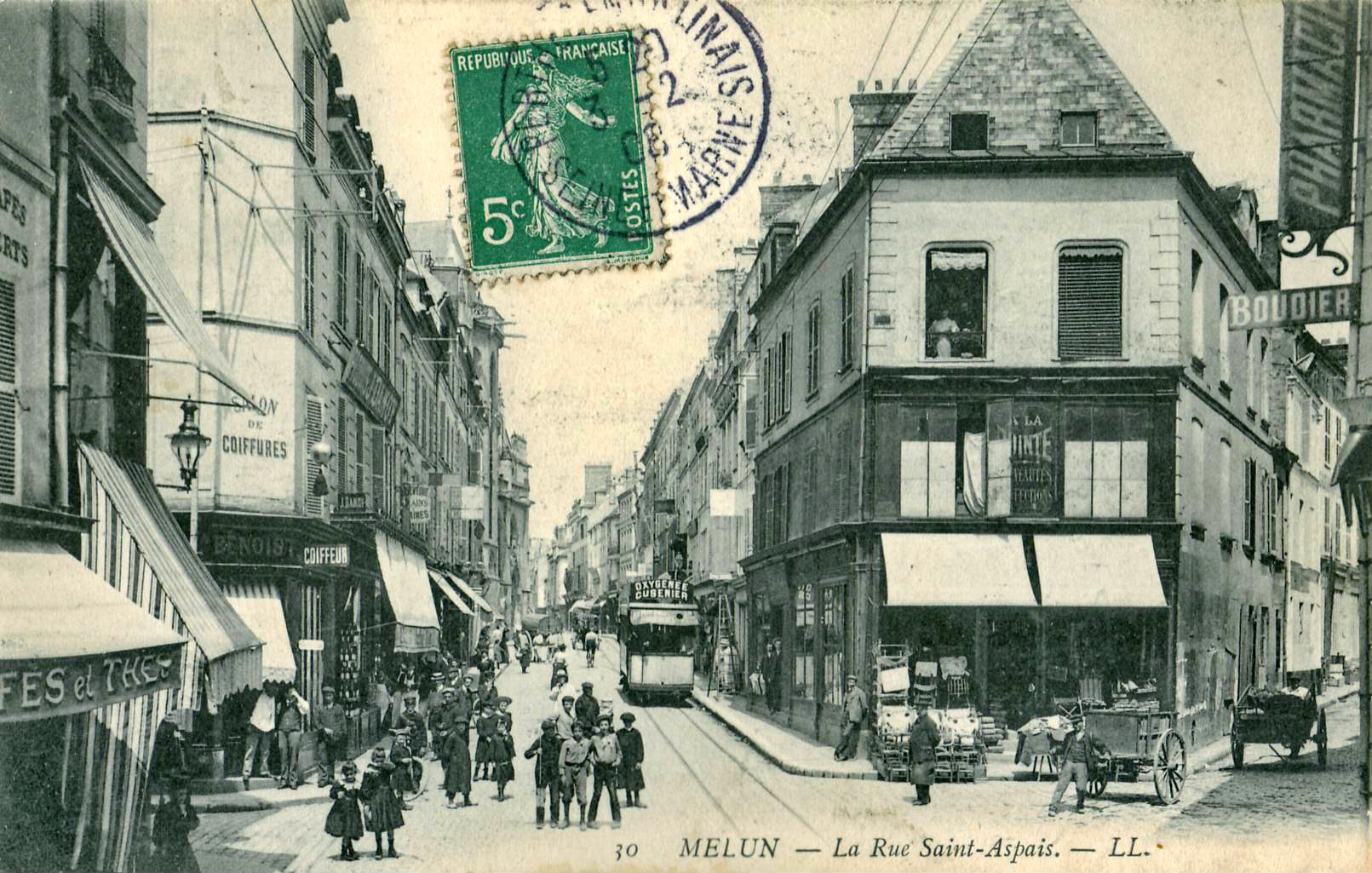
Rue Saint-Aspais.

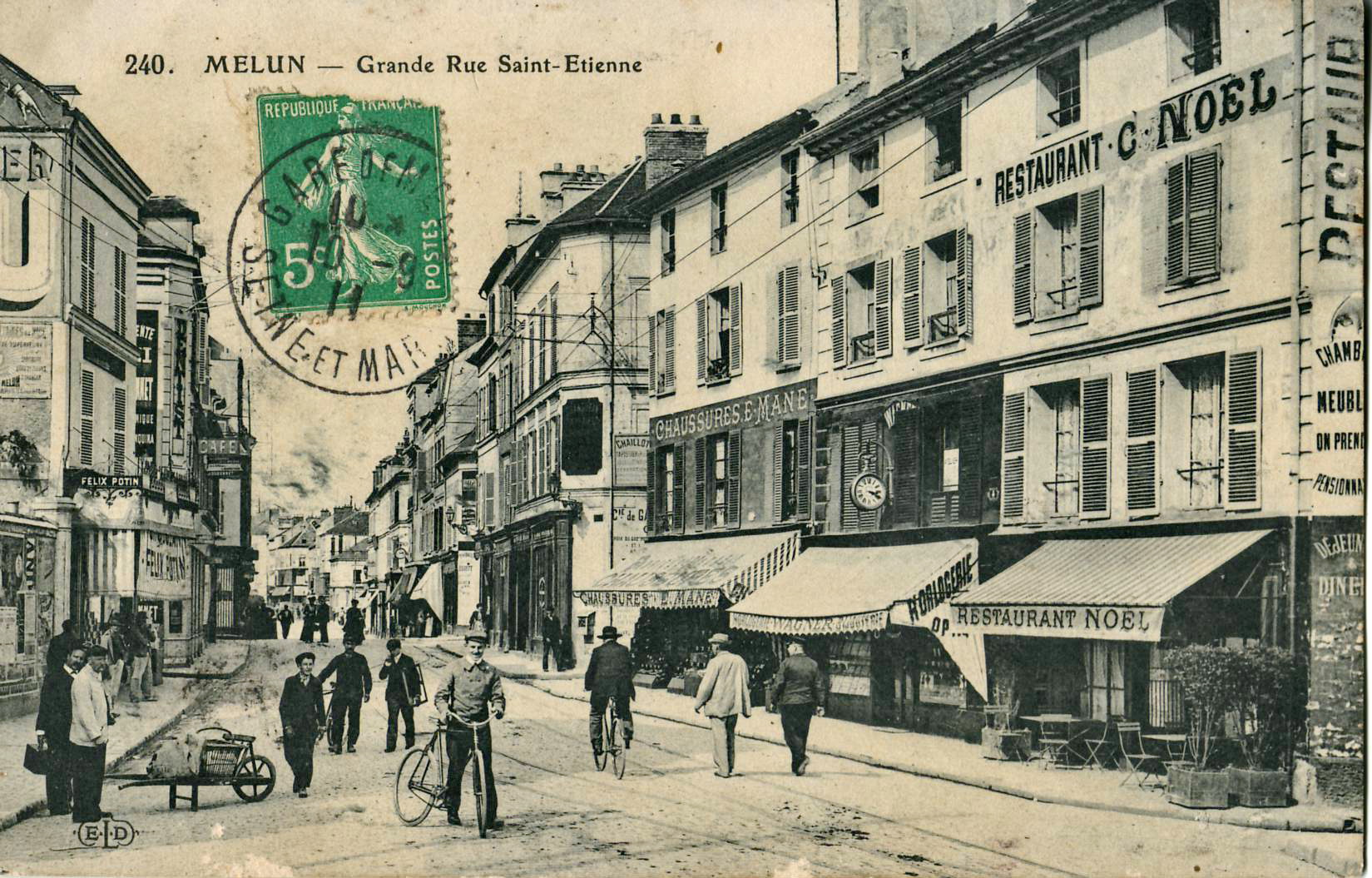
Évitement de la station de la Grande rue Saint-Etienne.

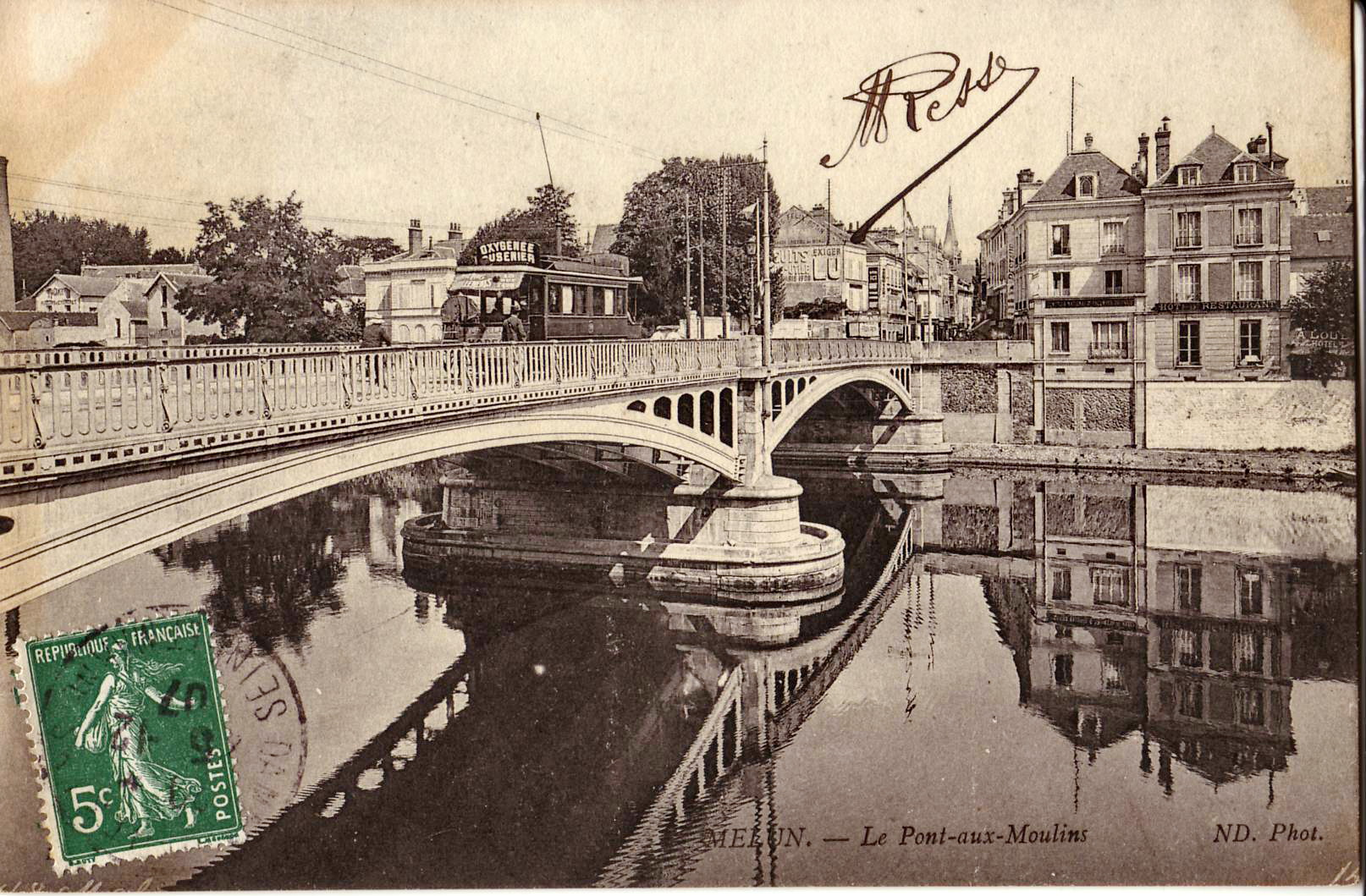
Tramway sur le Pont-aux-Moulins.

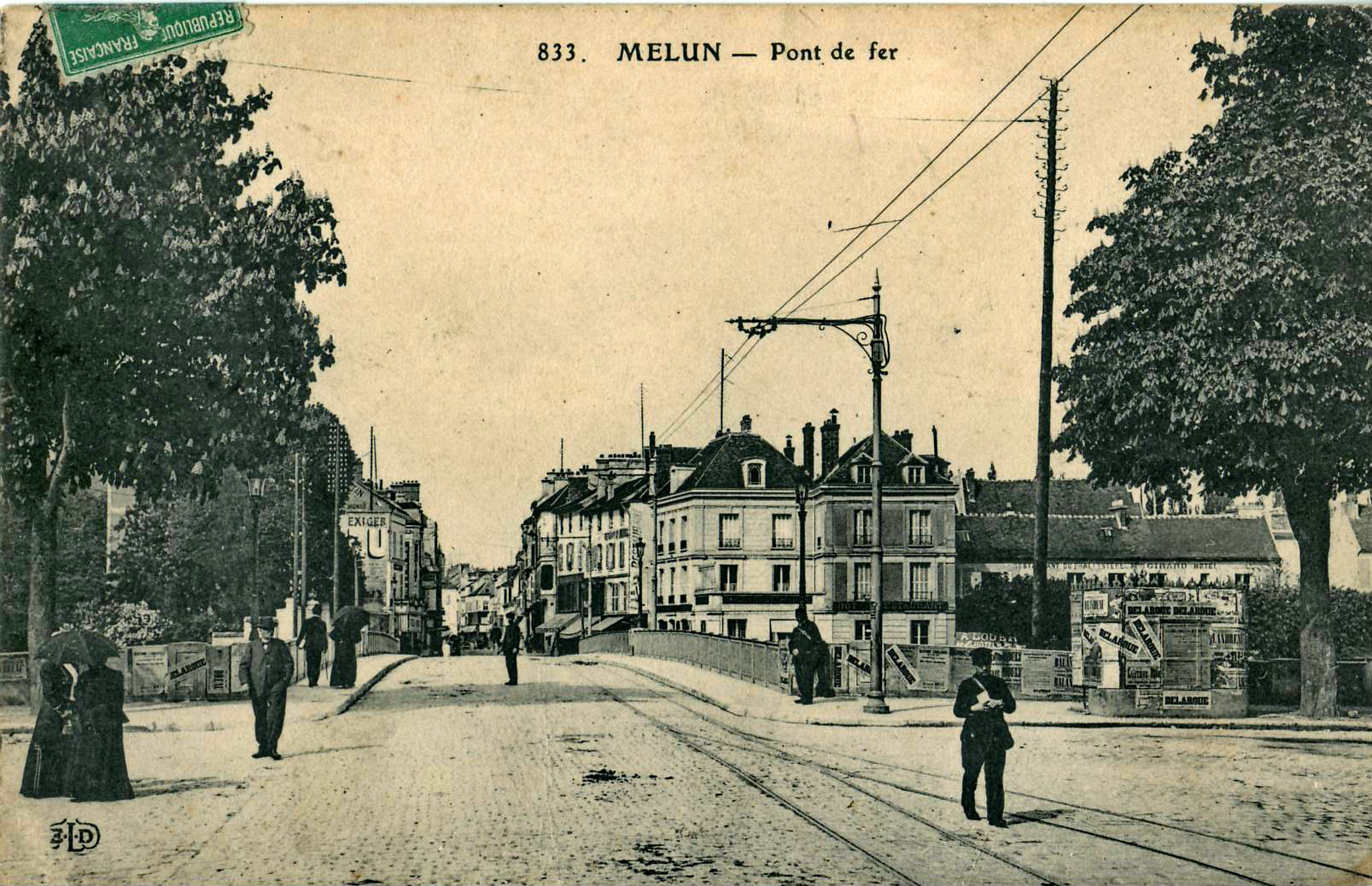
Fin de l'évitement avant le franchissement du Pont de Fer.

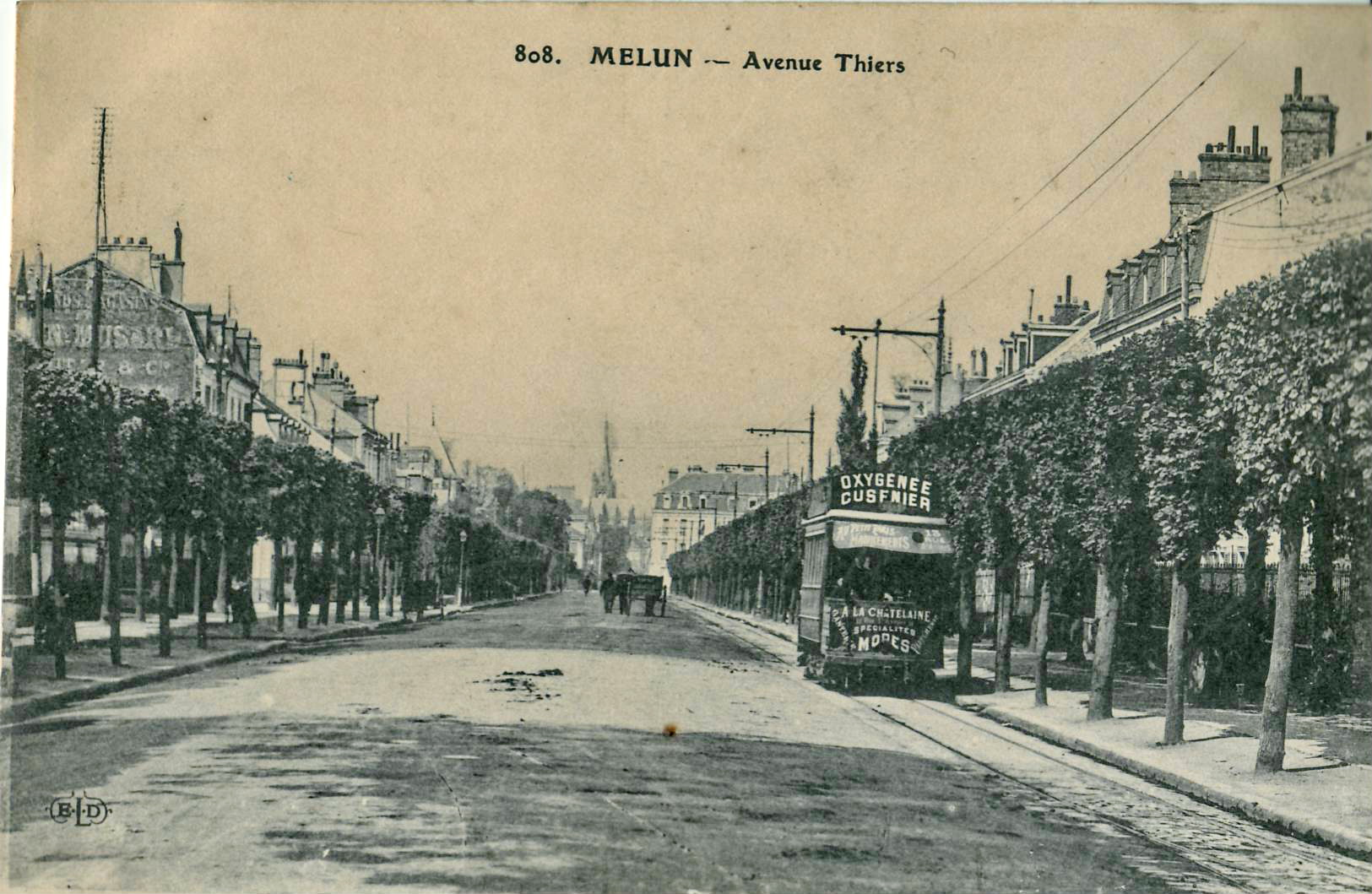
Rue Thiers. Sur cette voie large, la voie du tramway est implantée sur le côté de la chaussée.

La ligne était à voie unique et comprenait six évitements intermédiaires permettant le croisement des rames.
Quatre abris à voyageurs étaient prévus par le Cahier des charges, dont deux implantés aux terminus de la ligne.

### Itinéraire
Selon la toponymie de l'époque, la ligne empruntait les voies suivantes : 
- Origine près de l'entrée principale du nouveau quartier de cavalerie (actuelle École des officiers de la gendarmerie nationale), sur la Route nationale 5bis (Rue Saint-Barthélémy)
- Rue du Président Despatys (Rue Carnot)
- Rue Saint-Louis (à faible distance de la gare de Melun-Ville de la ligne SE de Verneuil-l'Étang)
- Route nationale 36 (rue du Palais-de-Justice, actuelle rue du Général-de-Gaulle)
- Route nationale 5bis (rue Saint-Aspais)
- L'Île Saint-Étienne : pont du Châtelet (pont Jeanne-d'Arc), grande-rue Saint-Étienne, Pont des Moulins (ou pont de Fer, actuel pont du Maréchal-Leclerc)
- Route nationale 5bis (rue Saint-Ambroise, avenue Thiers)
- Avenue de la Gare et cour de la gare (avenue et place Galliéni)
- Rue des marronniers (actuelle avenue de la Libération)

pour accéder au terminus de la ligne près de la gare PLM, à proximité de celui de la ligne de Melun à Milly-la-Forêt du tramway Sud de Seine-et-Marne.

### La voie
La ligne avait une longueur de 2 528 m. Les voies situées dans la chaussée étaient constituées par des rails, type Broca, de 36 kg/m. Le terminus des Casernes était équipées de rails type Vignole, de 20 kg/m.

Rails. De gauche à droite :
- type UIC 60,
- type Vignole,
- type Broca ou à gorge, typique des voies de tramway car permettant l'implantation de la voie dans la chaussée,
- type double champignon symétrique,
- et double champignon asymétrique.

### Le dépôt
Initialement prévu dans les installations de la centrale électrique, rue de Belle Ombre, le dépôt fut en réalité implanté sur un terrain acquis pour l'occasion près de la gare, rue Ponthierry, et était accessible par un raccordement débutant avenue Thiers, .
Il comprenait trois voies sur fosse avec un petit atelier. 

### Installations électriques
Le tramway était alimenté sous 550 volts continus, fournis par la Société du gaz et de l'électricité de la ville de Melun, également dirigée par M. Caget.

## Exploitation
La convention passée avec la ville prévoyait que la construction et l'exploitation de la ligne se feraient aux frais et risques de la société du tramway melunais.
De plus, la ville recevait une redevance de 1 % des recettes de la compagnie, qui, en contrepartie, était exemptée de droits de voirie et de stationnement.
Le cahier des charges prévoyait que la compagnie devrait assurer au moins 56 voyages chaque jour. Toutefois, le nombre d'usagers était très variable, avec des pointes de trafic les jours de foire ou de départ en permission des militaires, mais de nombreuses périodes où les tramways transportaient peu de voyageurs. C'est pourquoi l'exploitant créa un terminus intermédiaire au Coin-Musard, de manière à exploiter la section Gare - Coin-Musard avec des fréquences élevées (7 minutes), et bien plus faibles de Coin-Musard aux Casernes.
Ces mesures ne suffirent pas, et les tarifs furent augmentés en 1910, avec toutefois la création d'un tarif réduit pour les militaires et la création de billets en carnets et d'abonnements scolaires.

## Matériel roulant

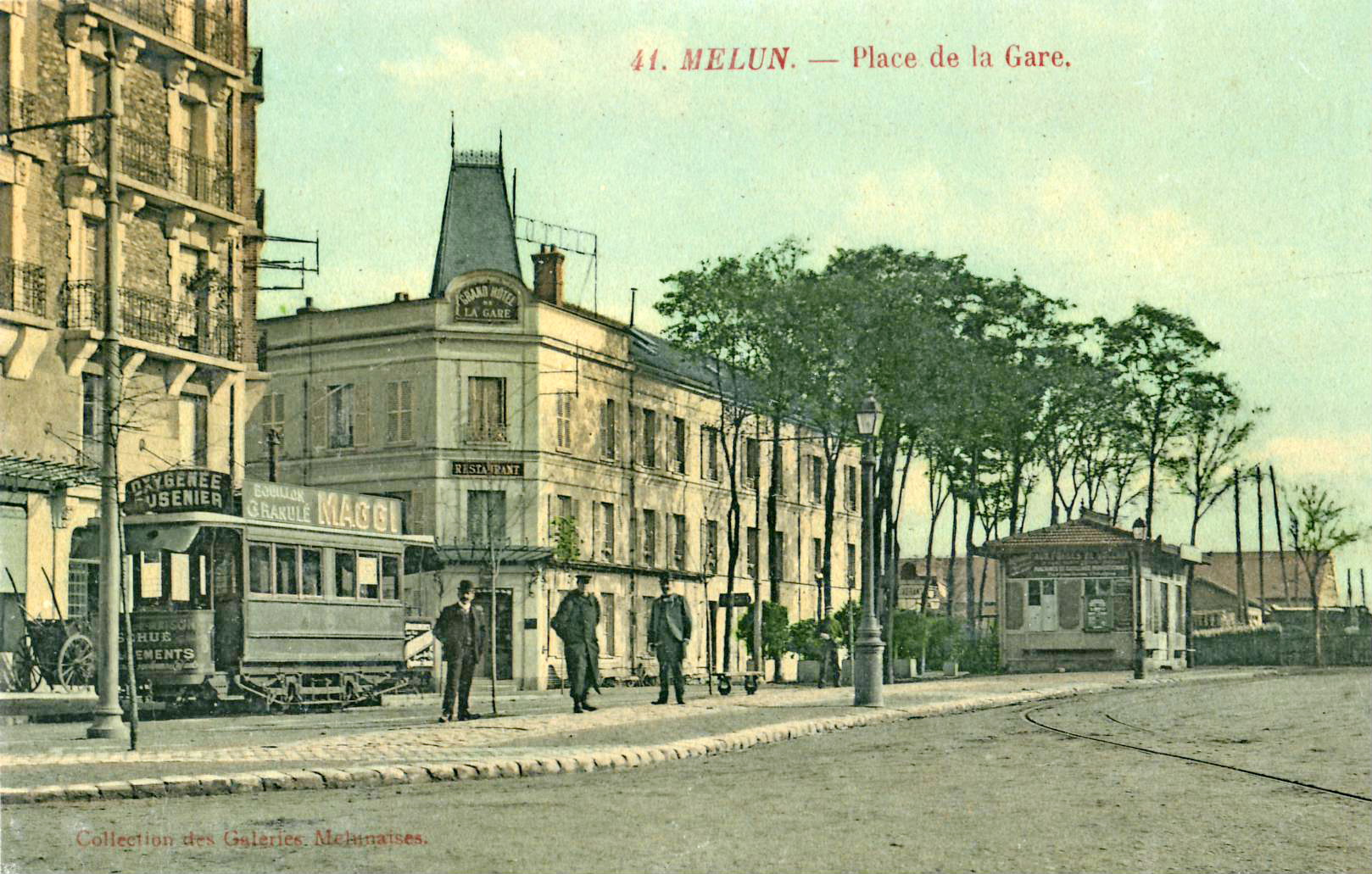
Vue d'une motrice stationnant au terminus de la Gare. À droite du cliché se trouve le petit bâtiment du terminus du Tramway de Melun à Milly-la-Forêt.

Le matériel roulant était constitué par cinq motrices électriques Brill de 36 places, et trois remorques ouvertes.
Leur gabarit était limité, selon les termes du Cahier des charges, à 2 mètres de largeur et 4,20 mètres de hauteur. La longueur des rames était limitée à trente mètres et leur vitesse maximale à 20 km/h.
Après la cessation de l'exploitation, le matériel roulant fut transféré sur le réseau du tramway de Fontainebleau, puis, en 1924, au réseau du tramway de Cannes, dont le dépôt avait brûlé le 23 mars 1924, détruisant 18 des 31 motrices du parc.
L'une de ces motrices, qui portait le no 4 sur le Cannes a été ensuite mutée  sur le réseau des tramways de Bourges, vers 1941, où elle conserve ce no 4. Elle fut réformée en 1949 et vendue à un ferrailleur chez qui elle survécut jusqu'à sa démolition le 11 avril 1968.

## Matériel et installations préservées
Il ne semble pas subsister de vestiges d'infrastructure.
Le musée des transports urbains, interurbains et ruraux (AMTUIR) préserve : 
- la remorque no 11, construite vers 1900 pour le tramway de Melun et rachetée en 1914 par le tramway de Fontainebleau, où elle circula jusqu'en 1945 et survécut au dépôt jusqu'à la fermeture.
Caractéristiques : 
  - Longueur : 6,74 m ; largeur : 2,04 m ; hauteur : 3 m ; masse à vide : 2 t ;
  - Remorque baladeuse ouverte à plates-formes cloisonnées ;
  - Capacité : 26 places assises et 20 places debout, 10 sur chaque plate-forme ouverte, banquettes transversales réversibles ;
  - Frein à main ;
  - Constructeur : Société de Construction de Matériel de Transports de Douai[10].